# Stalag Luft III

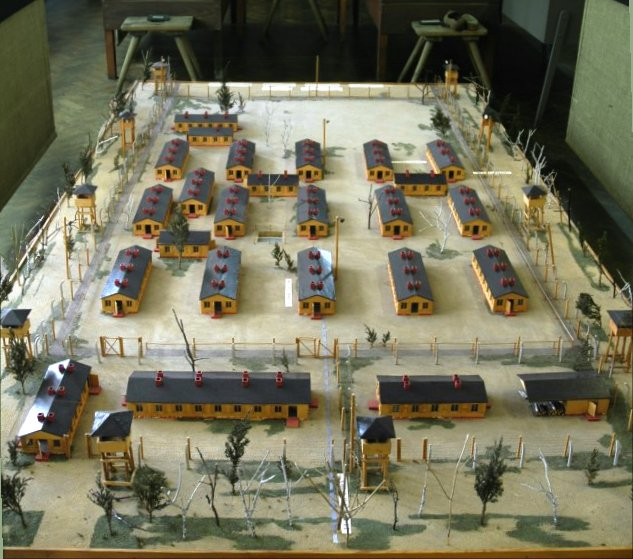
Modell des Filmsets von Gesprengte Ketten, Stammlager Luft III im Saganischen Museum des Märtyrertums der Kriegsgefangenen

Das Stalag Luft III (abkürzende Bezeichnung für Stammlager der Luftwaffe) wurde im Mai 1942 in einem Wald in der Nähe der Stadt Sagan (polnisch: Żagań) und des dortigen Kriegsgefangenenlagers des Heeres Stalag VIII C in Niederschlesien – etwa 160 km südöstlich von Berlin – gegründet. 

## Beschreibung
Stalag Luft III war eines von sechs deutschen Kriegsgefangenenlagern, die speziell für die steigende Anzahl gefangener gegnerischer Luftwaffenangehöriger vorgesehen waren. Während in der Anfangszeit hauptsächlich Briten und Amerikaner inhaftiert waren, kamen später auch Piloten anderer Nationen hinzu. Im Juni 1944 beherbergte das Lager 10.494 Offiziere und Unteroffiziere der Luftwaffen.
Stalag III wurde hauptsächlich durch einige Ausbrüche bekannt. Bei der größten Fluchtaktion fanden so über 80 Soldaten vorübergehend den Weg in die Freiheit. Dieser Ausbruch wurde 1962 unter dem Titel Gesprengte Ketten verfilmt.
Gegen Ende des Zweiten Weltkriegs wurden  2000 gefangene Offiziere vom Stalag Luft III ins Stammlager VII A nach Moosburg an der Isar (Oberbayern) verlegt (dort Zugang am 2. Februar 1945).
Der Lagerkommandant war Friedrich Wilhelm von Lindeiner-Wildau.

## Die Flucht aus Stalag Luft III im März 1944

### Vorbereitungen

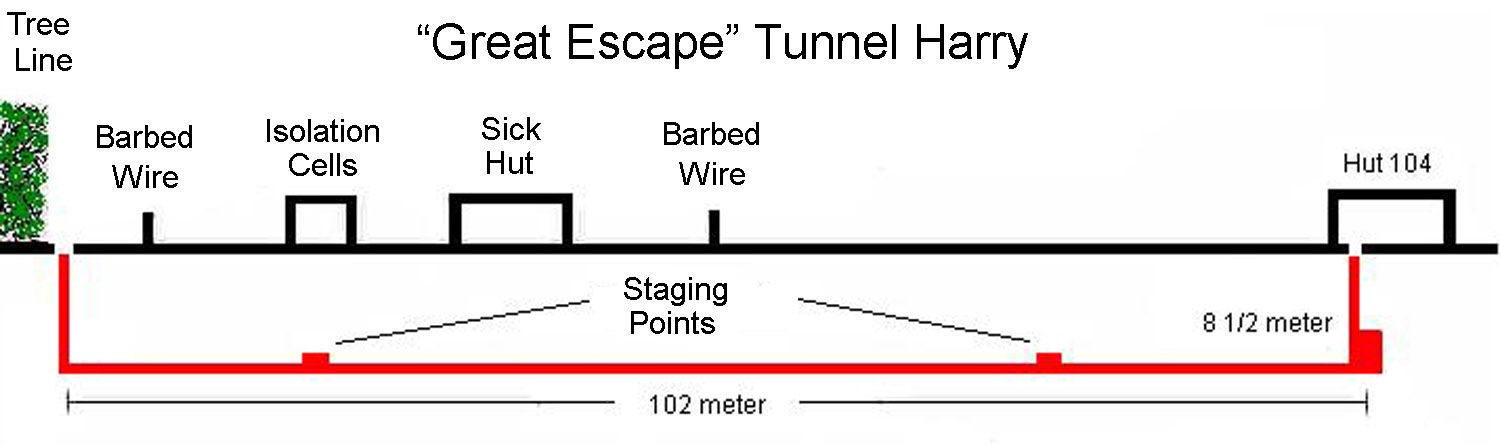
Schema von „Harry“

Unter der Federführung von Squadron Leader Roger Bushell (1910–1944) gruben die Gefangenen drei Tunnel mit den Namen „Tom“, „Harry“ und  „Dick“. „Tom“ sollte der wichtigste und eigentliche Fluchttunnel werden, an ihm wurde am intensivsten gearbeitet. „Harry“ war der Reservetunnel und „Dick“ der Opfertunnel. Er war dafür vorgesehen, entdeckt zu werden, falls die Aktivitäten im Lager mit einem Tunnelbau in Verbindung gebracht würden. Sollte die Lagerleitung daraufhin gezielt nach einem Tunnel suchen, sollte „Dick“ von ihnen entdeckt werden, um so von den anderen beiden abzulenken.
„Tom“ wurde allerdings durch einen Zufall bereits nach fünf Monaten Bauzeit entdeckt. Alle Arbeiten konzentrierten sich im Folgenden auf „Harry“, der im Ablauf eines Waschraumes seinen Eingang hatte.
Über den Werdegang von „Dick“ ist wenig bekannt – amerikanische Quellen schreiben davon, dass „Dick“ nie durch die Deutschen entdeckt, sondern erst bei der Befreiung des Lagers bekannt wurde. Als wahrscheinlicher gilt jedoch die Darstellung, dass „Dick“ im Zuge der nach der Entdeckung von „Tom“ groß angelegten Lagerdurchsuchung zur Sicherstellung der Werkzeuge ebenfalls entdeckt wurde.

### Der Ausbruch
In der Nacht vom 24. März auf den 25. März 1944 begann gegen 22:30 Uhr die Flucht durch den noch verbliebenen Tunnel „Harry“.
„Harry“ war 102 m lang, hatte drei Zwischenstationen, maß 0,70 m × 0,70 m und verlief rund 8,5 m unterhalb der Grasnarbe. Der eigentliche Beginn der Flucht, nämlich der Ausstieg außerhalb des Lagers, verzögerte sich, weil der Boden zu dieser Jahreszeit noch gefroren war und es rund vier Stunden länger als geplant dauerte, bis zur Oberfläche durchzustoßen.
Auch war der Tunnel rund zehn Meter zu kurz, so dass er nicht wie geplant im Wald, sondern kurz davor endete. Dies erforderte wiederum eine Synchronisation des Ausstiegs aus dem Tunnel mit der Wachpatrouille. Dies verzögerte abermals den geplanten Ablauf des Ausbruchs, und so wurde den Beteiligten schnell klar, dass nicht, wie geplant und vorbereitet, 220 Personen, sondern nur etwa 100 würden fliehen können. Die Flucht wurde gegen 4:55 Uhr morgens entdeckt. Zu diesem Zeitpunkt hatten 87 Personen den Tunnel passiert, von denen jedoch 11 bereits im angrenzenden Wald gestellt und deshalb nicht als Entflohene gewertet wurden. Danach gelang 76 Personen die Flucht. Von diesen wurden aber aufgrund der damals winterlichen Wetterbedingungen bei Eis und Schnee alle bis auf drei wieder gefasst.

### Erschießung und strafrechtliche Ahndung
Auf Befehl Hitlers (sogenannter Sagan-Befehl) wurden auf Weisung von Arthur Nebe von den Gefassten 50 selektiert und in der Zeit von 6. bis zum 18. April 1944 von einem Gestapokommando angeblich „auf der Flucht“ erschossen.
| Nationalitäten der 50 Ermordeten |
| 21 Briten                        |
| 06 Kanadier                      |
| 06 Polen                         |
| 05 Australier                    |
| 03 Südafrikaner                  |
| 02 Norweger                      |
| 02 Neuseeländer                  |
| 01 Grieche                       |
| 01 Franzose                      |
| 01 Litauer                       |
| 01 Tscheche                      |
| 01 Belgier                       |

Die Polizei- und Gestapo-Mitarbeiter wurden nach dem Krieg im britischen Verhörzentrum London Cage vernommen. Am 3. September 1947 verurteilte ein britisches Militärgericht 14 an der Erschießung Beteiligte zum Tode (13 Todesurteile wurden Anfang 1948 im Zuchthaus Hameln vollstreckt) und weitere vier Beteiligte zu langjährigen Haftstrafen. In einem zweiten Prozess standen wenig später drei weitere Beteiligte vor Gericht. Nach Nebe fahndeten die Briten noch Monate nach dem Krieg, da sie den Angaben nicht trauten, dass er Anfang März 1945 wegen Beteiligung am Umsturzversuch des 20. Juli 1944 hingerichtet worden war. Nach seiner Ergreifung wurde Nebe vom Volksgerichtshof zum Tode verurteilt und hingerichtet.
Eine Gedenktafel für vier Gefangene, die bis Flintbek in Schleswig-Holstein kamen und dort von der Gestapo getötet wurden, erinnert seit dem 29. März 2018 an diesen Mord.

## Prominente Gefangene
- Peter Butterworth (1919–1979) – britischer Komiker und Schauspieler
- Rupert Davies (1916–1976) – britischer Schauspieler
- Nicholas Katzenbach (1922–2012) – US-amerikanischer Jurist, Politiker und Justizminister (Attorney General)
- Romualdas Marcinkus (1907–1944) – litauischer Fußballspieler und Jagdflieger
- Talbot Rothwell (1916–1981) – britischer Schriftsteller und Drehbuchautor
- Peter Thomas (1920–2008) – britischer Politiker der Konservativen Partei
- Alvin W. Vogtle (1918–1994) – US-amerikanischer Industrieller

## Bilder

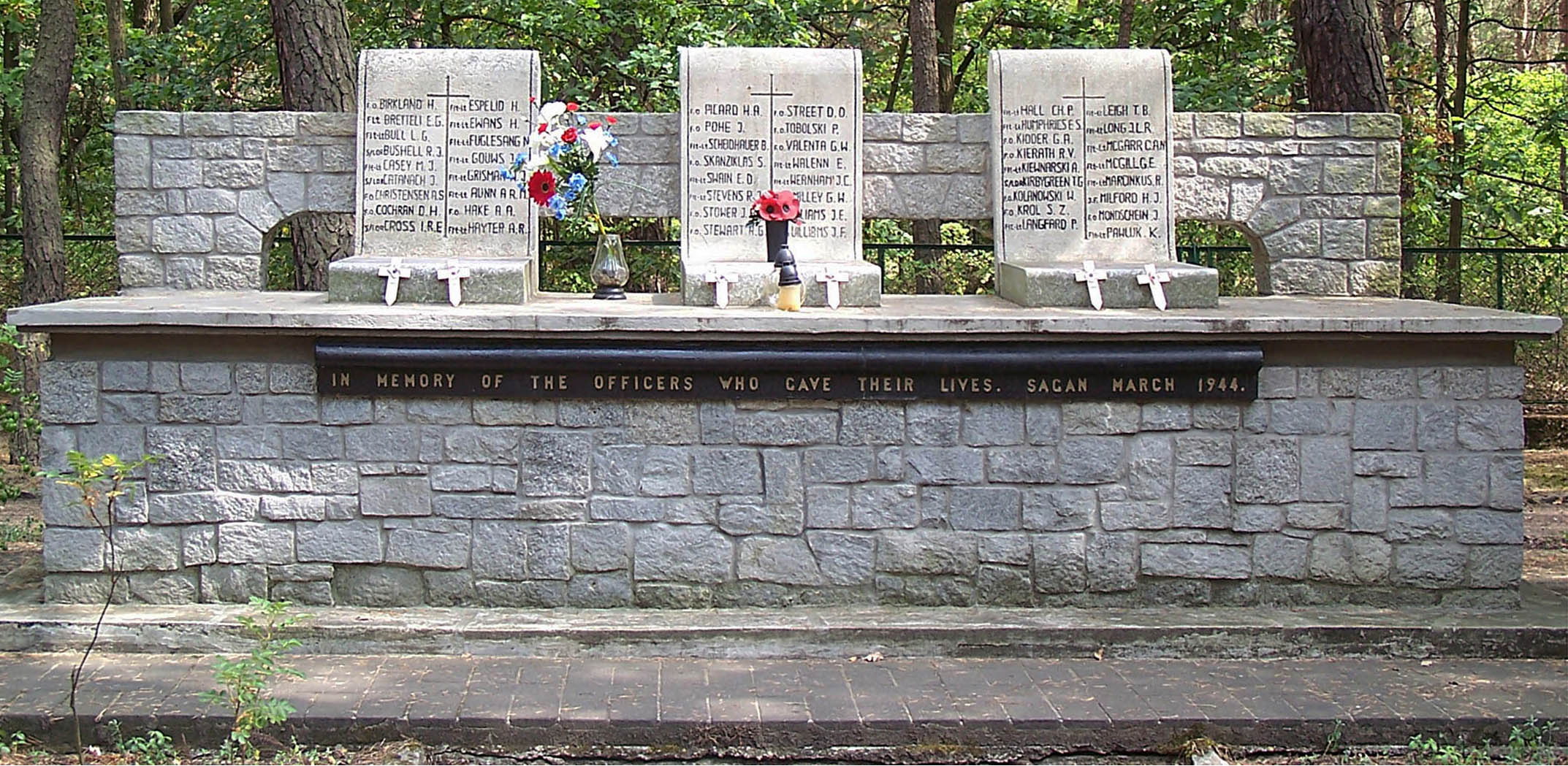
Mahnmal für die erschossenen Offiziere
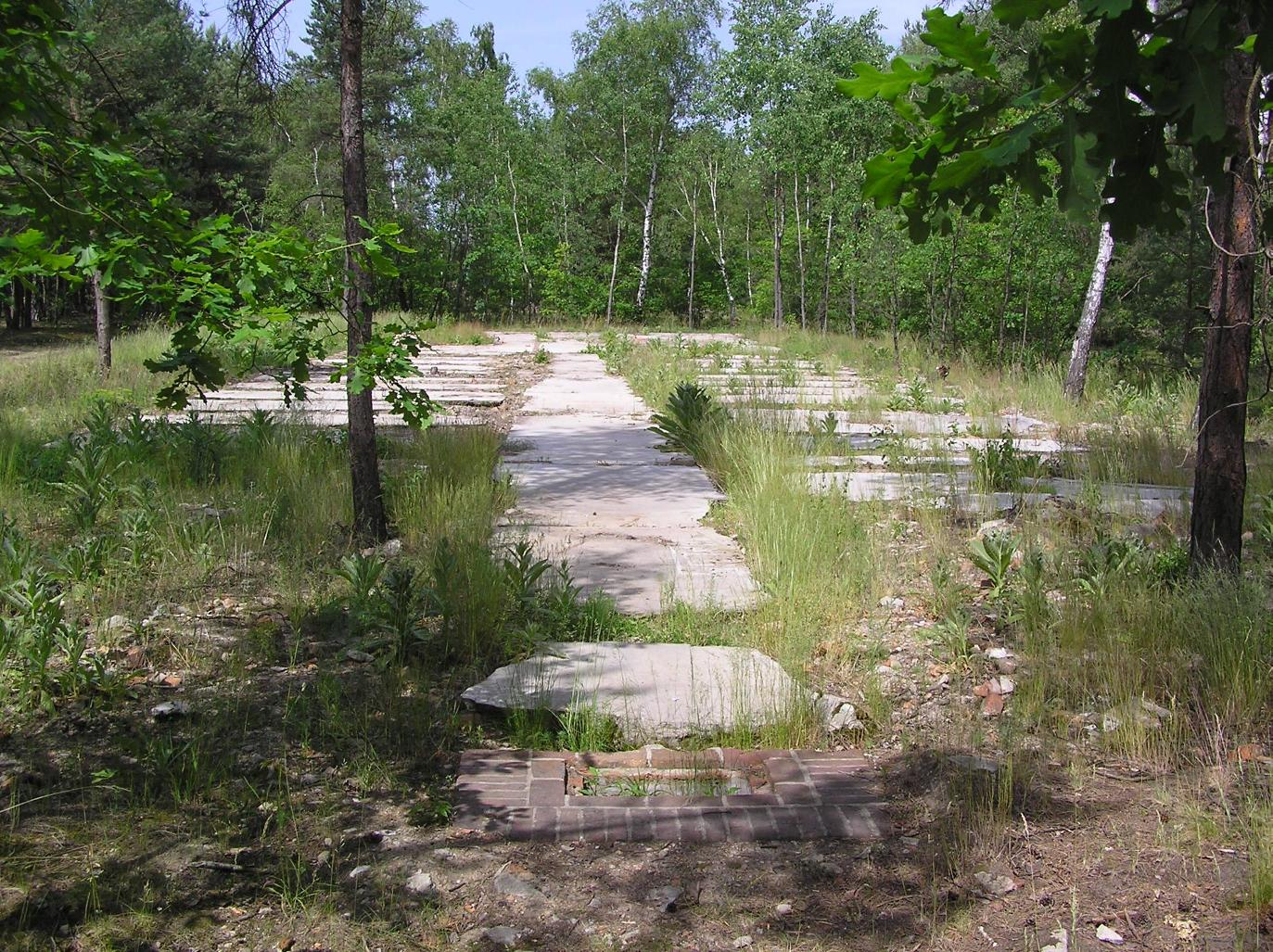
Fundamentplatte eines Lagergebäudes
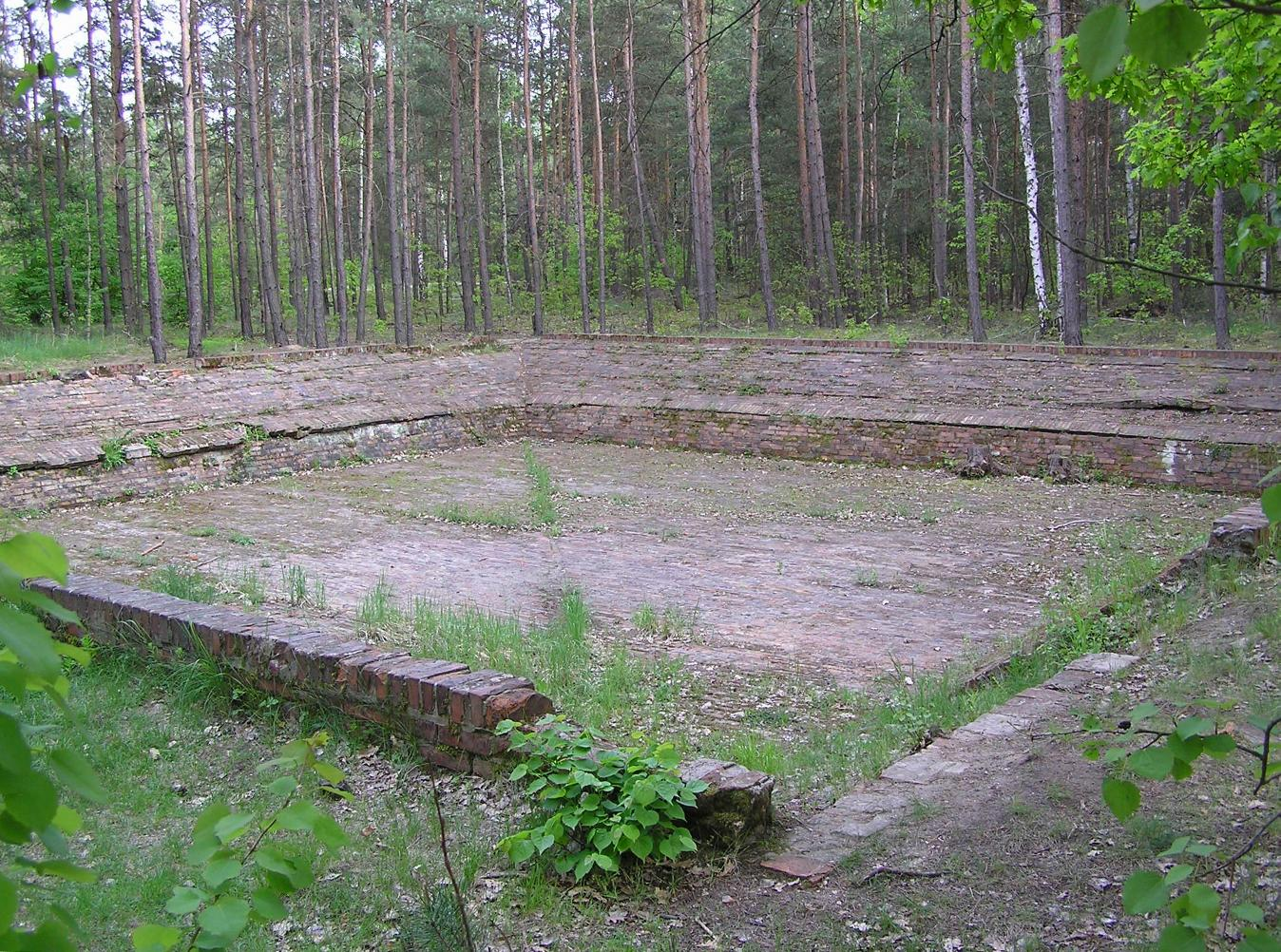
Baurest des Lagers, vermutlich Wasserbassin
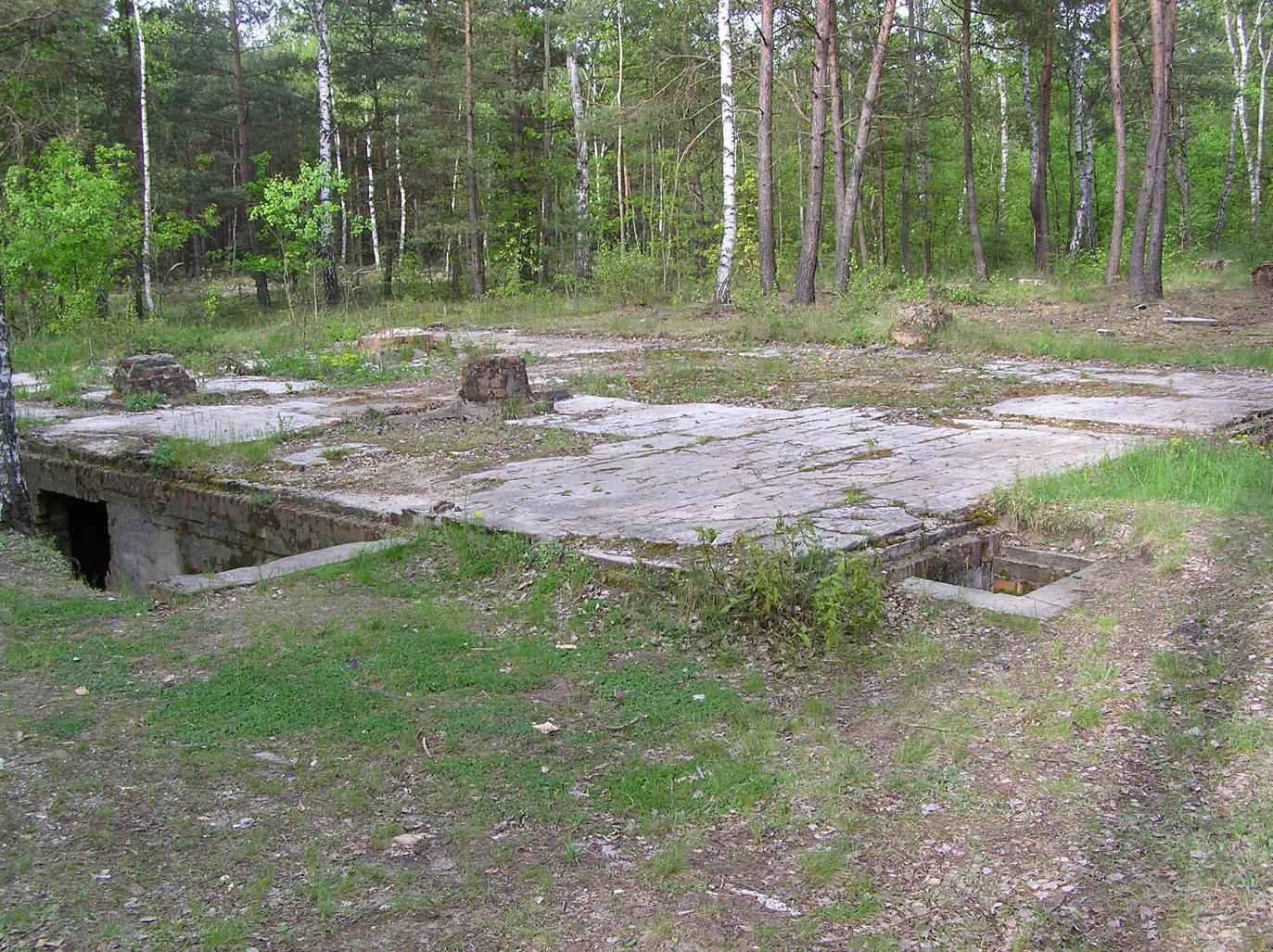
Baurest eines unterkellerten Lagergebäudes
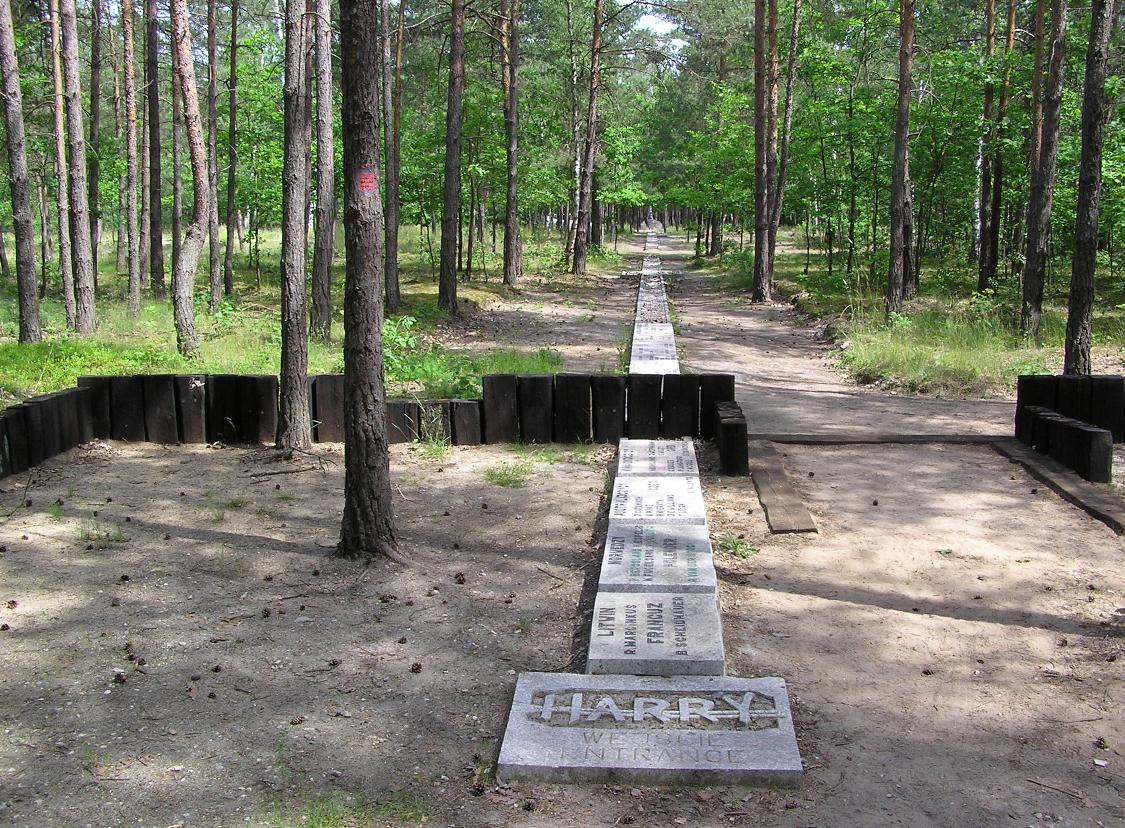
Anfang des Tunnels Harry
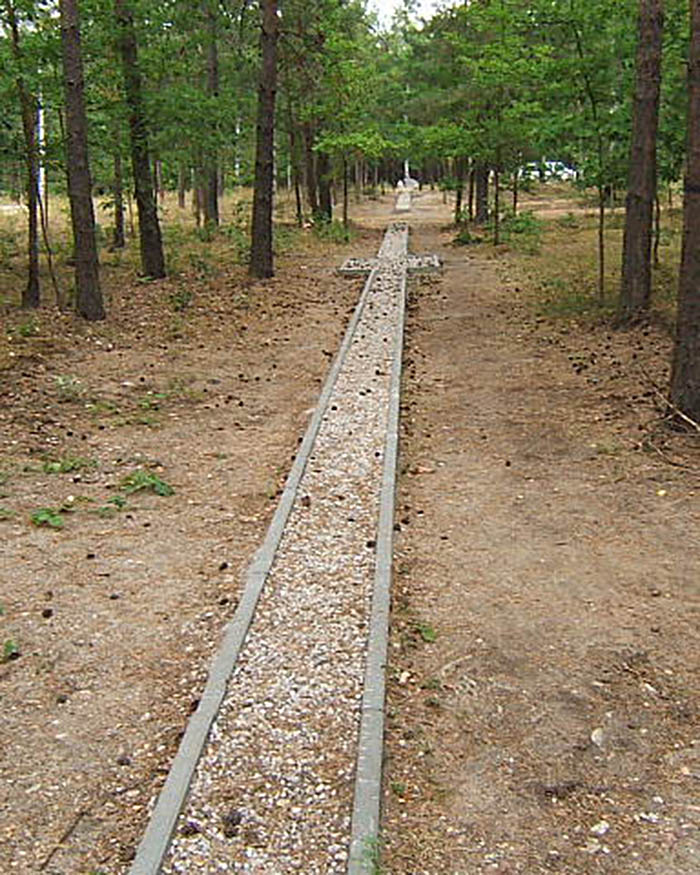
Verlauf des Tunnels Harry
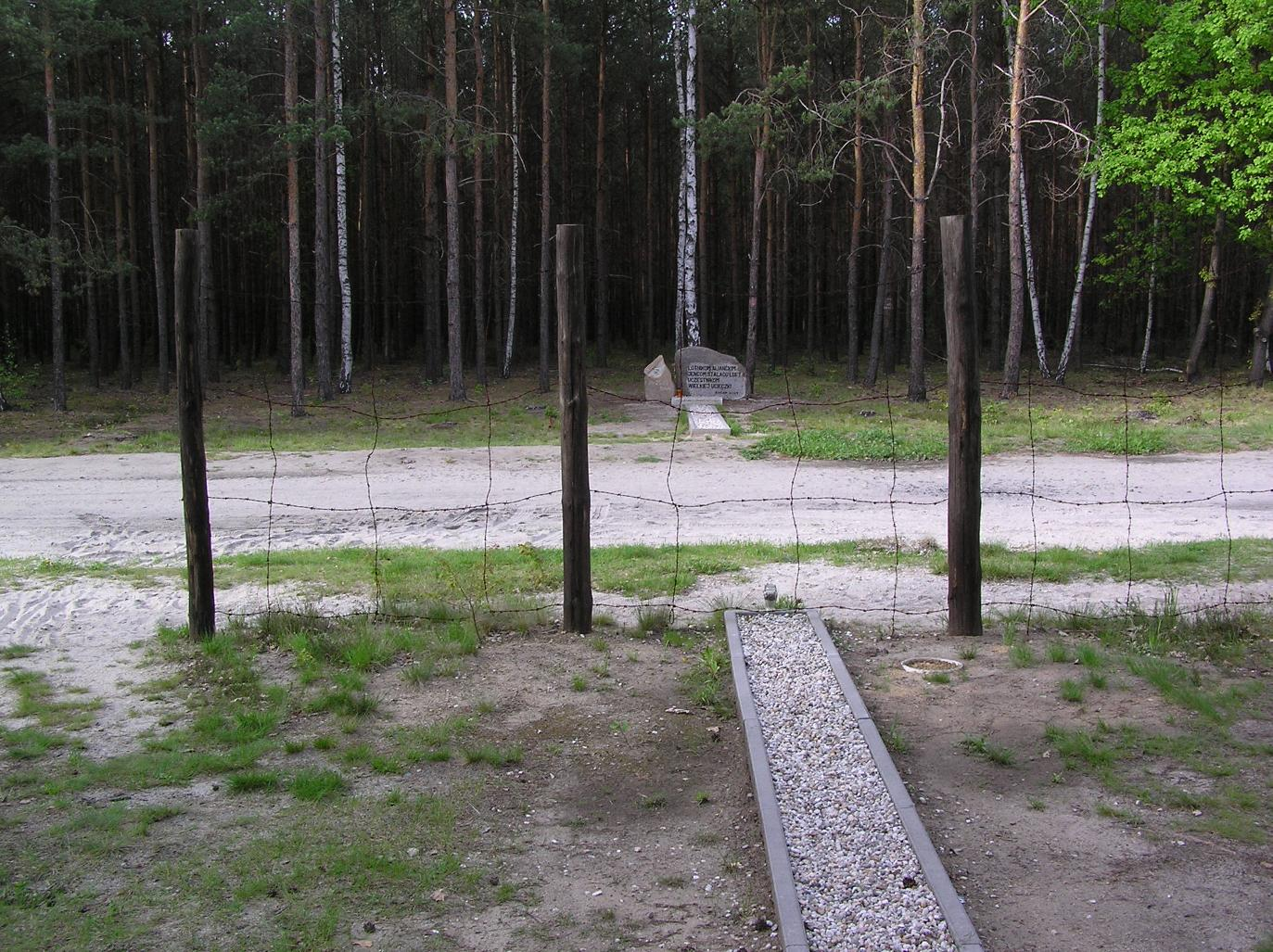
Tunnel Harry unterläuft die Lagergrenze
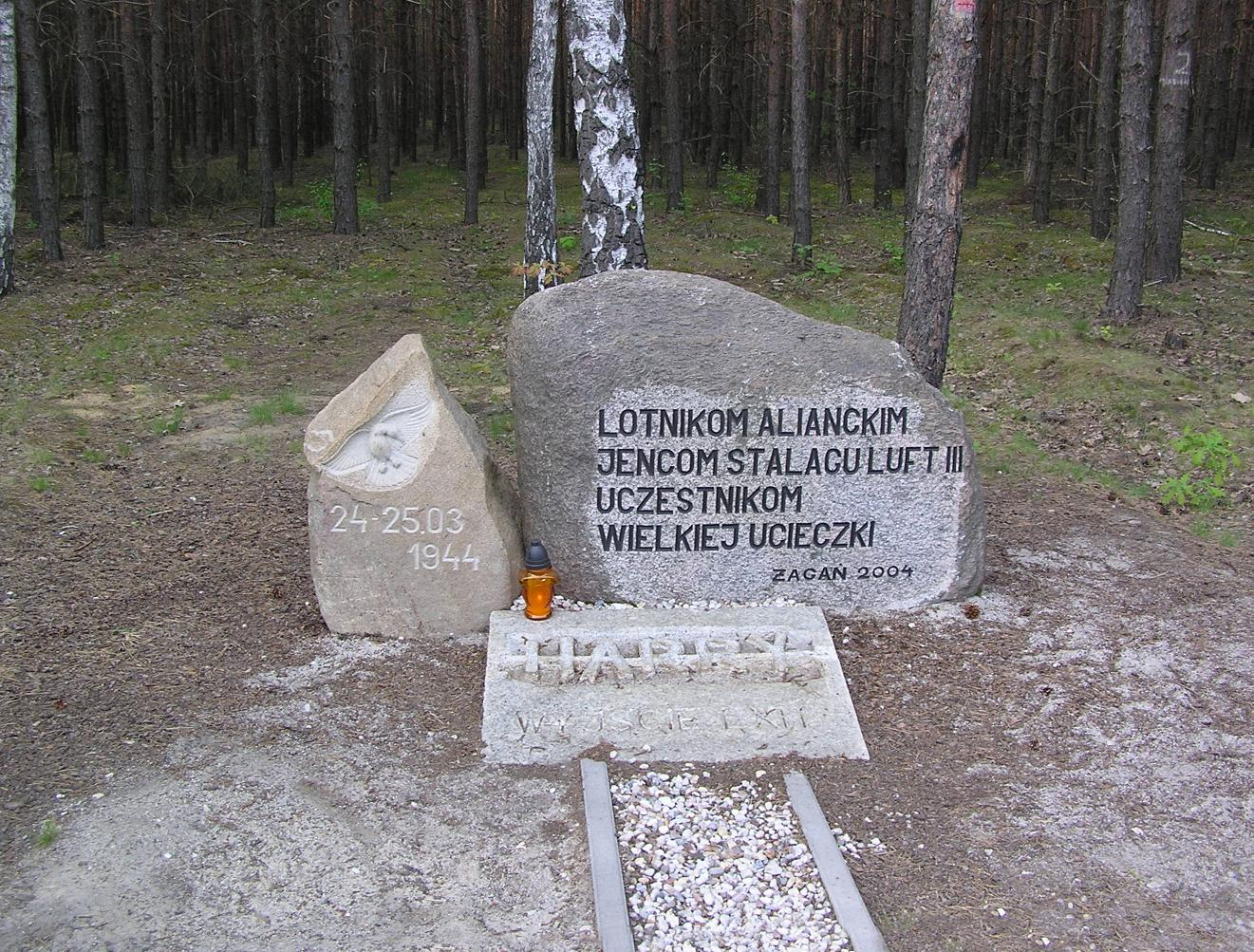
Ende des Tunnels Harry 10 Meter vor dem Wald

## Künstlerische Rezeption
- Der Kinofilm Gesprengte Ketten aus dem Jahr 1962 mit dem der Ausbruch im März 1944 verfilmt wurde.
- Die Doku-Serie „Tödliche Flucht – Legendärer Ausbruch aus dem Kriegsgefangenenlager“ (Originaltitel: „The Great Escape: The True Story“, GB 2021).
- Die Miniserie Masters of the Air aus dem Jahr 2024 hat teilweise das Stalag als Handlungsort und thematisiert auch den Ausbruch.